# Kongo na Letnich Igrzyskach Olimpijskich 1972
Kongo na Letnich Igrzyskach Olimpijskich 1972 reprezentowało 6 zawodników, którzy nie zdobyli medalu. Był to drugi start reprezentacji Kongo na letnich igrzyskach olimpijskich.

## Skład kadry

### Lekkoatletyka
Mężczyźni
- Théophile Nkounkou - 100 m - odpadł w ćwierćfinałach
- Alphonse Yanghat - 100 m - odpadł w eliminacjach
- Jean-Pierre Bassegela - 200 m - odpadł w eliminacjach
- Alphonse Mandonda - 800 m - odpadł w eliminacjach
- Jean-Pierre Bassegela, Louis Nkanza, Antoine Nkounkou, Théophile Nkounkou - 4x100 m - odpadli w półfinałach